# ウズベキスタンの河川の一覧
ウズベキスタンの河川の一覧。
- アクサルサイ川
- アムダリヤ川
- アングレン川
- チャトカル川
- チルチク川
- カラダリヤ川
- カラスウ川（英語版）
- カラタグ川（英語版）
- ナルイン川
- カシュカダリヤ川
- ソフ川（英語版）
- スルハンダリヤ川
- シルダリヤ川
- ザラフシャン川